# Dilar kanoi
Dilar kanoi is een insect uit de familie van de Dilaridae, die tot de orde netvleugeligen (Neuroptera) behoort. 
Dilar kanoi is voor het eerst wetenschappelijk beschreven door Nakahara in 1955.